# Huhtamäki
Huhtamäki é uma empresa finlandesa de embalagens especializada em embalagens de alimentos, produz produtos descartáveis de papel e plástico, como copos, talheres, pratos e recipientes para restaurantes de serviço rápido, cafeterias, lojas de varejo, fornecedores e operadores de venda automática. A empresa fornece copos de papel revestidos para redes de fast food como o Burger King, bem como embalagens flexíveis e a produção de rótulos para alimentos, bebidas, alimentos para animais de estimação, produtos farmacêuticos, marcas domésticas e de higiene. A Huhtamaki também fabrica caixas e bandejas para ovos, bandejas de frutas e porta-copos.
Foi fundada por Heikki Huhtamäki em 1920 na cidade de Kokkola como uma fábrica de doces e no seu inicio já tinha 61 pessoas trabalhando na companhia, um ano após sua fundação, a Huhtamäki abre um escritório para venda de seus produtos em Helsinque,em 1932 adquire a empresa confeiteira Hellas e nesta década ela expande seus produtos para outras areas alimenticias e a produção de embalagens começa a ganhar força dentro da companhia.
Em 1943 Heikki Huhtamäki doou maior parte das ações da empresa para a Fundação Cultural Finlandesa e em 1959 abriu seu capital na Bolsa de valores de Helsinque.em 1948 entra no ramo farmacêutico a fundar empresa Leiras.
A partir da década de 1990, passa a concentrar-se somente em produção de embalagens e abandona antigos ramos onde atuava, como a confeitaria e a farmacêutica,um exemplo disso foi a venda da Leiras para a companhia alemã Schering por 318 milhões de dólares em agosto de 1996, a Leiras teve faturamento de 191 milhões de dólares em 1995 e naquela ano representou 11% do faturamento total da Huhtamäki, que foi de 1,76 bilhão de dólares em 1995.
Sua sede fica na cidade de Espoo, Finlândia.
No Brasil a Huhtamäki tem fábrica na cidade de Palmeira no Paraná e que emprega 180 pessoas.